# La Verdilluenga
La Verdilluenga o Verdelluenga es una montaña de la cordillera Cantábrica ubicada en el macizo occidental de los Picos de Europa. Tiene 2130 metros de altitud y pertenece al mismo cordal donde se localizan la Punta Gregoriana y la Torre de los Cabrones.  Establece la divisoria entre Asturias al norte y León al sur.

## Toponimia
El nombre de Verdilluenga se compone de verdi- (verde), en referencia a la vegetación que aflora sobre las laderas de esta montaña, y por otro lado, lluengo/a (largo/a), que es un calificativo abundante en los Picos de Europa. Alude, en este caso, a una cumbre visible desde el valle que marca un lugar de referencia lejano para los pastores.

## Rutas de acceso
Las rutas de montañismo habituales para acceder a La Verdilluenga parten del lago Ercina y de la vega de Aliseda, próxima a la vega de Ario.